# Campeonato Paulista de Futebol de 1999
O Campeonato Paulista de Futebol de 1999, também conhecido como Série A1 do Campeonato Paulista de Futebol de 1999, foi a 59.ª edição da principal divisão do futebol de São Paulo organizado pela Federação Paulista de Futebol (FPF). Teve o Corinthians como campeão e o Palmeiras como o vice-campeão. Ituano e São José foram rebaixados para a Série A2 da temporada seguinte. Alex, do Mogi Mirim, foi o maior goleador do torneio, com 12 gols

## Participantes
O Campeonato Paulista de 1999 foi disputado por 16 equipes. Foram participantes desta edição: Araçatuba, Corinthians, Guarani, Inter de Limeira, Ituano, Matonense, Mogi Mirim, Palmeiras, Portuguesa, Portuguesa Santista, Rio Branco-SP, Santos, São José-SP, São Paulo, União Barbarense e União São João.

## Regulamento
O Paulistão 1999 teve 3 fases distintas: Primeira Fase, Segunda Fase e Fase Final. Na fase final, os 4 melhores disputaram os jogos em ida e volta. O critério de desempate era a melhor campanha na segunda fase.

## Competição

### Primeira Fase
Na primeira fase, os 4 chamados clubes grandes de SP não disputaram, pois estavam envolvidos no Torneio Rio-São Paulo de 1999. Portanto, esta fase foi disputada pelos outros 12 times, se enfrentando em dois grupos de 6 cada, em turno e returno dentro das próprias chaves. Os 4 primeiros de cada grupo se classificaram pra segunda fase, junto dos 4 grandes e os dois últimos de cada chave disputaram o Quadrangular da Morte, também em dois turnos, onde os dois piores eram rebaixados pra Série A2 de 2000.

### Segunda Fase
Nesta fase, disputaram 12 times (os 8 classificados da primeira fase e os 4 grandes), se enfrentando também em dois grupos de 6 cada, mas em 3 turnos, sendo o primeiro com duelos de um grupo contra times do outro e o segundo e terceiro dentro das próprias chaves. Os 2 primeiros de cada chave se classificaram pra fase final.
Grupo 3
| Pos | Clube            | J  | V  | E | D | GF | GC | SG  | Pts |
| --- | ---------------- | -- | -- | - | - | -- | -- | --- | --- |
| 1   | São Paulo        | 16 | 12 | 3 | 1 | 46 | 18 | +28 | 39  |
| 2   | Palmeiras        | 16 | 9  | 5 | 2 | 32 | 22 | +10 | 32  |
| 3   | Portuguesa       | 16 | 9  | 3 | 4 | 29 | 25 | +4  | 30  |
| 4   | Rio Branco       | 16 | 6  | 1 | 9 | 36 | 31 | +5  | 19  |
| 5   | Inter de Limeira | 16 | 5  | 4 | 7 | 27 | 36 | -9  | 19  |
| 6   | Matonense        | 16 | 5  | 2 | 9 | 25 | 32 | -7  | 17  |

Grupo 4
| Pos | Clube               | J  | V | E | D  | GF | GC | SG  | Pts |
| --- | ------------------- | -- | - | - | -- | -- | -- | --- | --- |
| 1   | Santos              | 16 | 9 | 4 | 3  | 37 | 22 | +15 | 31  |
| 2   | Corinthians         | 16 | 8 | 2 | 6  | 31 | 27 | +4  | 26  |
| 3   | União Barbarense    | 16 | 6 | 3 | 7  | 29 | 26 | +3  | 21  |
| 4   | Mogi Mirim          | 16 | 4 | 5 | 7  | 18 | 32 | -14 | 17  |
| 5   | Guarani             | 16 | 3 | 3 | 10 | 21 | 32 | -11 | 12  |
| 6   | Portuguesa Santista | 16 | 1 | 3 | 12 | 11 | 39 | -28 | 6   |

### Semifinals
| Equipe 1    | Total | Equipe 2  | 1.º jogo | 2.º jogo |
| ----------- | ----- | --------- | -------- | -------- |
| Palmeiras   | 3–3   | Santos    | 2-1      | 1–2      |
| Corinthians | 5–1   | São Paulo | 4-0      | 1-1      |

### Finais
Palmeiras e Corinthians voltaram a fazer uma decisão de Campeonato Paulista após quatro anos, com dois jogos disputados no Estádio do Morumbi. No primeiro jogo, realizado no dia 13 de junho de 1999, o alviverde poupou os titulares, pois teria, três dias depois, a decisão contra o Deportivo Cali, da Colômbia, pela final da Libertadores 1999. O alvinegro aproveitou a situação e venceu a partida por 3 a 0, com gols de Edílson (em uma jogada audaciosa na qual roubou a bola do goleiro palmeirense Sérgio, enquanto o mesmo tentava repor a bola em jogo), Marcelinho e Dinei. 
No segundo jogo, disputado no dia 20 de junho, dias depois de o Palmeiras conquistar a Libertadores pela primeira vez, a rivalidade, que historicamente é imensa, estava à flor da pele. Marcelinho Carioca abriu o placar, mas Evair, com dois gols, virou o jogo, empatado por Edílson, aos 28 minutos do segundo tempo. 
Com o título praticamente garantido, Edílson provocou o time do Palmeiras fazendo "embaixadas" e malabarismos com a bola. O lateral Júnior e o atacante Paulo Nunes não gostaram da provocação e partiram para cima do corintiano, desencadeando uma briga generalizada em campo.
O juiz Paulo César de Oliveira encerrou a partida antes do tempo normal e o Corinthians se sagrou novamente campeão paulista.

#### Jogo do título
| 20 de junho de 1999 | Corinthians                          | 2–2           | Palmeiras     | Estádio do Morumbi, São Paulo, São Paulo |
|                     | Marcelinho Carioca 34' · Edílson 74' | Ficha técnica | Evair 36' 39' | Árbitro: Paulo César de Oliveira         |

Corinthians: Maurício; Índio, Gamarra, Nenê e Silvinho; Rincón, Vampeta, Ricardinho e Marcelinho; Edílson e Fernando Baiano (Dinei). Técnico: Oswaldo de Oliveira
Palmeiras:  Marcos; Arce, Roque Júnior, Cléber e Júnior; Rogério, Zinho, Alex (Agnaldo (Galeano)) e Paulo Nunes; Oséas e Evair. Técnico: Luís Felipe Scolari

## Premiação
| Campeão Paulista de 1999 |
| ------------------------ |
| CORINTHIANS (23º título) |